# Jean-Yves Mitton
Jean-Yves Mitton (Tolosa, 11 marzo 1945) è un fumettista francese.

## Biografia
Fra il 1988 e 1989 disegna per la casa editrice Éditions Vaillant per giornale per ragazzi Pif  il ciclo a puntate Noël et Marie. Fra il 1991 e il 2006 disegna i 15 album del ciclo Vae Victis! sceneggiati da Simon Rocca e pubblicati dalla casa editrice francese Soleil.
Fra il 1997 e il 2008, scrive e disegna i sette albi della serie Quetzatcoalt per la casa editrice Glénat.

## Opere

### Fumetti
In Italia sono stati pubblicati:
Ciclo: Vae Victis
- Ambra, il banchetto di Crasso - Ambre, le banquet de Crassus (1991)
- Cloduar, il mio nome è legione - Cloduar, je me nomme légion (1992)
- Garak, il ladro di torque - Garak, le voleur de torques (1992)
- Milone, il domatore delle tempeste - Milon, le charmeur d'orages (1993)

pubblicati in Italia nel Volume: Historica - Vae Victis -  Giulio Cesare e le guerre galliche, (Mondadori 2013) ISBN 9788877599049
- Didio, il ritorno dell'infame - Didus, le retour de l'infâme (1994)
- Budicca, la guerriera pazza - Boadicae, la guerrière folle (1995)
- York, il saltimbanco - Yorc, le bateleur (1996)
- Sligo, l'usurpatore - Sligo, l'usurpateur (1997)

pubblicati in Italia nel Volume: Historica - Vae Victis -  Giulio Cesare e la conquista della Gallia, (Mondadori 2013) ISBN 9788877599087
- Gaio Giulio Cesare, il conquistatore Caïus Julius Caesar, le conquérant (1998)
- Arulf, l'Iceno Arulf l'icénien (1999)
- Celtillo, il Vercingetorige Celtil, le Vercingétorix (2001)
- Adua, una lupa ad Avaricum Adua, une louve hurle dans Avaricum (2001)

pubblicati in Italia nel Volume: Historica - Vae Victis – Giulio Cesare e l'invasione della Britannia, (Mondadori 2013) ISBN 9788877599148
- Titus Labienus, le stratège (2002)
- Critovax, au-delà de l'ignominie! (2004)
- Ambre à Alésia, "Cursum perficio" (2006)

pubblicati in Italia nel Volume: Historica - Vae Victis! – Il trionfo di Giulio Cesare, (Mondadori 2014) ISBN 9788877599186
Ciclo: Quetzcoatl
- Due fiori di mais Deux fleurs de maïs (1997), (Alessandro Editore, 2002) ISBN 9788882851392
- La montagna di sangue La Montagne de sang (1998), (Alessandro Editore) ISBN 9788882851408
- Gli incubi di Montezuma les Cauchemars de Moctezuma (1998), (Alessandro Editore) ISBN 9788882852122
- Il dio dei caraibi Le Dieu des Caraïbes, (2000), (Alessandro Editore) ISBN 9788882852627
- La Putain et le conquistador, 2003 (Alessandro Editore)
- La noche triste "La Noche triste", 2005 (Alessandro Editore) ISBN 9788882852726
- Il segreto della malinche "Le Secret de la Malinche, (Alessandro Editore) ISBN 9788882852719

Ciclo: Messalina
Sei volumi pubblicati in Francia tra il 2011 e il 2016 e, in versione italiana, due dell'Editoriale Cosmo (2023).